# هالي فايفر
هالي فايفر (بالإنجليزية: Halley Feiffer)‏ هي ممثلة أمريكية، ولدت في 20 نوفمبر 1984 بنيويورك في الولايات المتحدة. من الجوائز التي نالتها جائزة المسرح العالمي سنة 2011.

## أعمال

### أفلام
- (2007) مارغو في العرس
- (2009) المبعوث

### مسلسلات
- ذا غود وايف

## جوائز
- جائزة المسرح العالمي (2011)

## وصلات خارجية
- هالي فايفر على موقع IMDb (الإنجليزية)
- هالي فايفر على موقع ألو سيني (الفرنسية)
- هالي فايفر على موقع أول موفي (الإنجليزية)
- هالي فايفر على موقع أول موفي (الإنجليزية)
- هالي فايفر على موقع قاعدة بيانات برودواي على الإنترنت (الإنجليزية)
- هالي فايفر على موقع قاعدة بيانات الأفلام السويدية (السويدية)
- هالي فايفر على موقع قاعدة بيانات الفيلم (الإنجليزية)
- هالي فايفر على موقع كينوبويسك (الروسية)